# Rádio (osso)
O rádio é o osso do antebraço, é o mais curto dos dois ossos do antebraço.  Se estende anatomicamente na parte lateral do antebraço, indo do cotovelo até ao lado do punho onde se encontra o carpo. Proximalmente articula-se com o úmero no capítulo deste, distalmente com o carpo e medialmente com a ulna. Assim possuindo um corpo e duas extremidades (próximal  e distal).
É classificado como "longo".

## Corpo
Possui bordas anterior, posterior e interóssea (será inserido a membrana interóssea) que irão delimitar as faces (anterior, posterior e lateral) do corpo do rádio. É muito extenso e muito duro.

## Extremidade distal
Na sua face lateral se localiza o processo estiloide que é palpável in vivo. 
No término da borda interóssea aparece a incisura ulnar.
Na parte lateral do processo estiloide há a face articular carpal.

## Extremidade proximal
Possui cabeça (ou tacícula), colo e tuberosidade.
A sua cabeça articula-se com o capítulo do úmero. 
A tuberosidade do rádio se localiza na superfície anterior abaixo do colo. 